# トッド・ロジャース
トッド・ロジャース（Todd Rogers, 1973年9月30日 - ）は、アメリカ合衆国の元男子ビーチバレー選手。サンタバーバラ出身。

## 来歴
サンマルコス高校在学中にバレーボールを始める。カリフォルニア大学サンタバーバラ校ではインドアの選手として活躍した。2001年から2005年まで母校の大学の男子バレーボールチームのアシスタントコーチを務めた。
1995年にプロビーチバレー選手として活動を始め、AVPツアーに初参戦。1997年のビーチバレー・ワールドツアーで年間新人賞を受賞した。2006年にフィル・ダルハウザーとペアを組み、2007年世界選手権で金メダル、2008年北京オリンピックで金メダルを獲得した。2009年世界選手権では銅メダルを獲得した。
2021年にバレーボール殿堂入り。

## 外部リンク

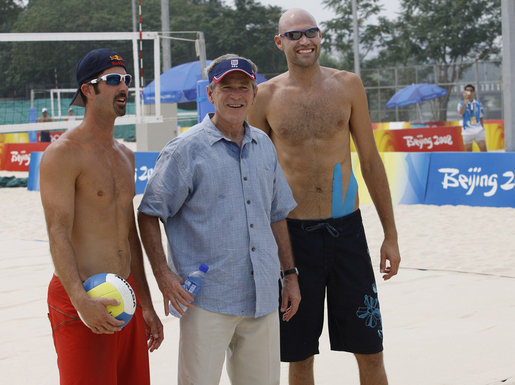
ジョージ・W・ブッシュ（中央）とロジャース（左）、フィル・ダルハウザー（右）